# Puchar Kontynentalny 2016/2017
20. edycja Pucharu Kontynentalnego rozgrywana od 2 października 2016 roku do 15 stycznia 2017 roku.
Ostateczne miejsca rozgrywanych turniejów zostały potwierdzone 25 czerwca w Budapeszcie. Do rozgrywek przystąpi zespół aktualnego wicemistrza Polski – GKS Tychy, który rozpoczął zmagania od II rundy.

## Uczestnicy
| Runda          | Data                              | Grupa   | Miejsce                                             | Drużyna                                                          |
| -------------- | --------------------------------- | ------- | --------------------------------------------------- | ---------------------------------------------------------------- |
| Pierwsza runda | 30 września – 2 października 2016 | Grupa A | Winter Sports Palace · Sofia · Bułgaria             | SK Irbis-Skate HK Partizan Zeytinburnu SK HC Bat Jam             |
| Druga runda    | 21–23 października 2016           | Grupa B | Palacio de Hielo de Los Pireneos · Jaca · Hiszpania | CH Jaca Nottingham Panthers HK Liepāja Zeytinburnu SK            |
| Druga runda    | 21–23 października 2016           | Grupa C | Stadion Zimowy · Tychy · Polska                     | GKS Tychy DVTK Jegesmedvék CSM Dunărea Galați HK Acroni Jesenice |
| Trzecia runda  | 18–20 listopada 2016              | Grupa D | Odense Isstadion · Odense · Dania                   | Odense Bulldogs Ducs d’Angers Donbas Donieck Nottingham Panthers |
| Trzecia runda  | 18–20 listopada 2016              | Grupa E | Arena Ritten · Ritten · Włochy                      | Ritten Sport HK Szachcior Soligorsk Bejbarys Atyrau GKS Tychy    |
| Superfinał     | 13–15 stycznia 2017               | Grupa F | Arena Ritten · Ritten · Włochy                      | Nottingham Panthers Ritten Sport Odense Bulldogs Bejbarys Atyrau |

## I runda

### Grupa A
Tabela

| Lp. | Zespół              | M | Pkt | Z | WpD | PpD | P | G+ | G- | +/− |
| --- | ------------------- | - | --- | - | --- | --- | - | -- | -- | --- |
| 1   | Zeytinburnu SK      | 3 | 9   | 3 | 0   | 0   | 0 | 32 | 6  | +26 |
| 2   | HK Partizan Belgrad | 3 | 6   | 2 | 0   | 0   | 1 | 12 | 14 | -2  |
| 3   | SK Irbis-Skate      | 3 | 3   | 1 | 0   | 0   | 2 | 9  | 13 | -4  |
| 4   | HC Bat Jam          | 3 | 0   | 0 | 0   | 0   | 3 | 10 | 30 | -20 |

Wyniki
| 30 września 2016 | HK Partizan Belgrad | 5:4 | HC Bat Jam | Winter Sports Palace, Sofia |

| Szczegóły      | Szczegóły | Szczegóły       | Szczegóły                                                                        | Szczegóły                                                                                    |
| -------------- | --- | --------------- | -------------------------------------------------------------------------------- | -------------------------------------------------------------------------------------------- |
| Godzina: 16:00 | D. Komazec (EQ) 09:59 N. Raković (PP) 14:41 A. Vuković (EQ) 46:10 L. Novaković (SH) 51:44 P. Ogrizović (EQ) 59:27 | (2:2, 0:1, 3:1) | 03:09 (EQ) A. Verny 19:36 (PP) A. Verny 35:31 (PP) A. Verny 41:51 (PP) E. Valeev | Widzów: 150 Sędzia główny: Andrej Simankov Sędziowie liniowi: Luchezar Stojanow Cwetko Tanew |
| Godzina: 16:00 | 36 min. kar |                 | 22 min. kar                                                                      | Widzów: 150 Sędzia główny: Andrej Simankov Sędziowie liniowi: Luchezar Stojanow Cwetko Tanew |

| 30 września 2016 | Zeytinburnu SK | 5:1 | SK Irbis-Skate | Winter Sports Palace, Sofia |

| Szczegóły      | Szczegóły                                                                                                   | Szczegóły       | Szczegóły              | Szczegóły                                                                                |
| -------------- | --- | --------------- | ---------------------- | ---------------------------------------------------------------------------------------- |
| Godzina: 20:15 | K. Kuchkin (EQ) 04:20 K. Kuchkin (EQ) 44:57 S. Gumus (EQ) 55:07 S. Gumus (EQ) 56:21 O. Zadoyenko (PP) 58:52 | (1:0, 0:1, 4:0) | 27:11 (PP) I. Malinjak | Widzów: 520 Sędzia główny: Micha Hebeisen Sędziowie liniowi: Vanja Belić Kirił Pejczinow |
| Godzina: 20:15 | 31 min. kar                                                                                                 |                 | 59 min. kar            | Widzów: 520 Sędzia główny: Micha Hebeisen Sędziowie liniowi: Vanja Belić Kirił Pejczinow |

| 1 października 2016 | HK Partizan Belgrad | 3:8 | Zeytinburnu SK | Winter Sports Palace, Sofia |

| Szczegóły      | Szczegóły                                                            | Szczegóły       | Szczegóły | Szczegóły                                                                                       |
| -------------- | -------------------------------------------------------------------- | --------------- | --- | ----------------------------------------------------------------------------------------------- |
| Godzina: 13:30 | D. Janković (EQ) 08:29 N. Raković (EQ) 21:07 L. Novaković (EQ) 39:18 | (1:3, 2:0, 0:5) | 01:20 (EQ) K. Kuchkin 08:50 (EQ) O. Zadoyenko 15:16 (EQ) D. Kamis 46:04 (SH) B. Dunford 49:08 (PP) A. Voytsekhovsky 50:59 (EQ) O. Zadoyenko 53:21 (PP2) B. Dunford 56:33 (EQ) A. Peronmaa | Widzów: 149 Sędzia główny: Miroslav Iarets Sędziowie liniowi: Kirił Pejczinow Luchezar Stojanow |
| Godzina: 13:30 | 30 min. kar                                                          |                 | 30 min. kar | Widzów: 149 Sędzia główny: Miroslav Iarets Sędziowie liniowi: Kirił Pejczinow Luchezar Stojanow |

| 1 października 2016 | SK Irbis-Skate | 6:4 | HC Bat Jam | Winter Sports Palace, Sofia |

| Szczegóły      | Szczegóły | Szczegóły       | Szczegóły                                                                                  | Szczegóły                                                                              |
| -------------- | --- | --------------- | ------------------------------------------------------------------------------------------ | -------------------------------------------------------------------------------------- |
| Godzina: 17:00 | A. Yotov (EQ) 08:41 A. Yotov (SH) 11:13 S. Mukhachev (PP) 21:02 I. Malinjak (EQ) 43:01 A. Panev (EQ) 54:43 A. Yotov (EQ) 58:21 | (2:0, 1:2, 3:2) | 32:33 (EQ) J. Greenberg 38:45 (EQ) D. Merkulov 40:19 (EQ) J. Greenberg 41:48 (EQ) A. Verny | Widzów: 420 Sędzia główny: Andrej Simankov Sędziowie liniowi: Vanja Belić Cwetko Tanew |
| Godzina: 17:00 | 20 min. kar |                 | 14 min. kar                                                                                | Widzów: 420 Sędzia główny: Andrej Simankov Sędziowie liniowi: Vanja Belić Cwetko Tanew |

| 2 października 2016 | HC Bat Jam | 2:19 | Zeytinburnu SK | Winter Sports Palace, Sofia |

| Szczegóły      | Szczegóły                                        | Szczegóły       | Szczegóły | Szczegóły                                                                                  |
| -------------- | ------------------------------------------------ | --------------- | --- | ------------------------------------------------------------------------------------------ |
| Godzina: 13:00 | J. Greenberg (PP) 21:30 I. Treibochan (EQ) 57:53 | (0:5, 1:6, 1:8) | 06:27 (PP) O. Zadoyenko 08:14 (PP) A. Voytsekhovsky 13:22 (EQ) A. Voytsekhovsky 16:56 (EQ) O. Zadoyenko 17:45 (EQ) A. Peronmaa 20:33 (EQ) M. Dimitrovici 25:27 (EQ) O. Zadoyenko 25:58 (EQ) S. Gumus 32:08 (SH) K. Kuchkin 36:02 (PP) S. Gumus 39:36 (SH) S. Gumus 42:35 (EQ) O. Zadoyenko 46:29 (PP) S. Gumus 47:50 (EQ) T. Anlar 50:57 (PP) Y. Karakoc 52:48 (SH) A. Voytsekhovsky 56:05 (SH) O. Zadoyenko 56:32 (SH) K. Kuchkin 57:38 (EQ) A. Voytsekhovsky | Widzów: 40 Sędzia główny: Micha Hebeisen Sędziowie liniowi: Luchezar Stojanow Cwetko Tanew |
| Godzina: 13:00 | 28 min. kar                                      |                 | 22 min. kar | Widzów: 40 Sędzia główny: Micha Hebeisen Sędziowie liniowi: Luchezar Stojanow Cwetko Tanew |

| 2 października 2016 | SK Irbis-Skate | 2:4 | HK Partizan Belgrad | Winter Sports Palace, Sofia |

| Szczegóły      | Szczegóły                                 | Szczegóły       | Szczegóły                                                                               | Szczegóły                                                                                 |
| -------------- | ----------------------------------------- | --------------- | --------------------------------------------------------------------------------------- | ----------------------------------------------------------------------------------------- |
| Godzina: 17:00 | J. Dusicka (PP) 11:42 A. Yotov (EQ) 27:27 | (1:2, 1:1, 0:1) | 13:59 (EQ) S. Ristić 14:22 (EQ) D. Komazec 23:43 (EQ) D. Komazec 49:31 (EQ) D. Janković | Widzów: 350 Sędzia główny: Miroslav Iarets Sędziowie liniowi: Vanja Belić Kirił Pejczinow |
| Godzina: 17:00 | 20 min. kar                               |                 | 26 min. kar                                                                             | Widzów: 350 Sędzia główny: Miroslav Iarets Sędziowie liniowi: Vanja Belić Kirił Pejczinow |

## II runda

### Grupa B
Tabela

| Lp. | Zespół              | M | Pkt | Z | WpD | PpD | P | G+ | G- | +/− |
| --- | ------------------- | - | --- | - | --- | --- | - | -- | -- | --- |
| 1   | Nottingham Panthers | 3 | 9   | 3 | 0   | 0   | 0 | 28 | 4  | +24 |
| 2   | HK Liepāja          | 3 | 6   | 2 | 0   | 0   | 1 | 19 | 6  | +13 |
| 3   | Zeytinburnu SK      | 3 | 3   | 1 | 0   | 0   | 2 | 9  | 23 | -14 |
| 4   | CH Jaca             | 3 | 0   | 0 | 0   | 0   | 3 | 7  | 30 | -23 |

Wyniki
| 21 października 2016 | HK Liepāja | 8:1 | Zeytinburnu SK | Pabellón de Hielo, Jaca |

| Szczegóły      | Szczegóły | Szczegóły       | Szczegóły             | Szczegóły |
| -------------- | --- | --------------- | --------------------- | --- |
| Godzina: 16:30 | E. Beizaks (EQ) 06:12 I. Ļeščovs (PP) 29:14 L. Rimjāns (EQ) 30:29 R. Demiters (EQ) 31:40 M. Diļevka (EQ) 32:12 I. Ļeščovs (SH) 42:30 M. Diļevka (EQ) 43:16 S. Danilovs (EQ) 50:01 | (1:0, 4:1, 3:0) | 22:38 (EQ) K. Kuchkin | Widzów: 300 Sędzia główny: Dániel Rencz Christoph Sternat Sędziowie liniowi: Urko Arbina Astulez Sergio Biec |
| Godzina: 16:30 | 8 min. kar |                 | 26 min. kar           | Widzów: 300 Sędzia główny: Dániel Rencz Christoph Sternat Sędziowie liniowi: Urko Arbina Astulez Sergio Biec |

| 21 października 2016 | CH Jaca | 2:13 | Nottingham Panthers | Pabellón de Hielo, Jaca |

| Szczegóły      | Szczegóły                                 | Szczegóły       | Szczegóły | Szczegóły |
| -------------- | ----------------------------------------- | --------------- | --- | --- |
| Godzina: 20:00 | G. Betran (EQ) 01:21 A. Ubieto (EQ) 14:41 | (2:6, 0:5, 0:2) | 00:28 (EQ) B. Moran 02:25 (PP) P. Kalus 06:22 (EQ) L. MacMillan 10:55 (EQ) M. Carter 11:17 (EQ) R. Farmer 14:04 (EQ) B. McGrattan 18:54 (EQ) A. Nikiforuk 22:50 (PP) D. Clarke 27:26 (EQ) L. MacMillan 30:14 (EQ) B. Moran 35:47 (PP) D. Clarke 37:33 (PP) R. Lachowicz 59:31 (PP) E. Lindhagen | Widzów: 800 Sędzia główny: Vedran Krcelic Vladimír Snášel Sędziowie liniowi: Alejandro Baños Garcia Carlos Trobajo |
| Godzina: 20:00 | 14 min. kar                               |                 | 8 min. kar | Widzów: 800 Sędzia główny: Vedran Krcelic Vladimír Snášel Sędziowie liniowi: Alejandro Baños Garcia Carlos Trobajo |

| 22 października 2016 | Nottingham Panthers | 12:1 | Zeytinburnu SK | Pabellón de Hielo, Jaca |

| Szczegóły      | Szczegóły   | Szczegóły       | Szczegóły             | Szczegóły                                                                                            |
| -------------- | ----------- | --------------- | --------------------- | --- |
| Godzina: 16:30 |             | (3:0, 5:0, 4:1) | 57:46 (EQ) B. Dunford | Widzów: 200 Sędzia główny: Vedran Krcelic Dániel Rencz Sędziowie liniowi: Sergio Biec Carlos Trobajo |
| Godzina: 16:30 | 16 min. kar |                 | 20 min. kar           | Widzów: 200 Sędzia główny: Vedran Krcelic Dániel Rencz Sędziowie liniowi: Sergio Biec Carlos Trobajo |

| 22 października 2016 | HK Liepāja | 10:2 | CH Jaca | Pabellón de Hielo, Jaca |

| Szczegóły      | Szczegóły | Szczegóły       | Szczegóły                                   | Szczegóły |
| -------------- | --- | --------------- | ------------------------------------------- | --- |
| Godzina: 20:00 | V. Minajevs (EQ) 01:55 D. Kornilovs (EQ) 08:25 I. Ļeščovs (PP2) 26:32 I. Žučkovs (EQ) 29:05 K. Planics (EQ) 32:47 K. Planics (EQ) 39:15 K. Ozoliņš (EQ) 40:33 K. Planics (EQ) 44:28 M. Lavrovs (EQ) 50:49 L. Rimjāns (PP) 59:36 | (2:1, 4:0, 4:1) | 11:22 (PP) A. Carbonell 58:42 (PP) F. Diséi | Widzów: 1000 Sędzia główny: Vladimír Snášel Christoph Sternat Sędziowie liniowi: Urko Arbina Astulez Alejandro Baños Garcia |
| Godzina: 20:00 | 12 min. kar |                 | 18 min. kar                                 | Widzów: 1000 Sędzia główny: Vladimír Snášel Christoph Sternat Sędziowie liniowi: Urko Arbina Astulez Alejandro Baños Garcia |

| 23 października 2016 | Nottingham Panthers | 3:1 | HK Liepāja | Pabellón de Hielo, Jaca |

| Szczegóły      | Szczegóły                                                      | Szczegóły       | Szczegóły             | Szczegóły |
| -------------- | -------------------------------------------------------------- | --------------- | --------------------- | --- |
| Godzina: 16:30 | D. Clarke (EQ) 12:52 D. Clarke (EQ) 16:41 M. Carter (PP) 39:44 | (2:1, 1:0, 0:0) | 02:07 (PP) I. Ļeščovs | Widzów: 750 Sędzia główny: Vladimír Snášel Dániel Rencz Sędziowie liniowi: Sergio Biec Alejandro Baños Garcia |
| Godzina: 16:30 | 12 min. kar                                                    |                 | 12 min. kar           | Widzów: 750 Sędzia główny: Vladimír Snášel Dániel Rencz Sędziowie liniowi: Sergio Biec Alejandro Baños Garcia |

| 23 października 2016 | Zeytinburnu SK | 7:3 | CH Jaca | Pabellón de Hielo, Jaca |

| Szczegóły      | Szczegóły | Szczegóły       | Szczegóły                                                            | Szczegóły |
| -------------- | --- | --------------- | -------------------------------------------------------------------- | --- |
| Godzina: 20:00 | O. Zadoyenko (EQ) 19:02 M. Dimitrovici (EQ) 29:23 O. Zadoyenko (EQ) 33:42 S. Gumus (EQ) 34:49 O. Zadoyenko (PP) 41:08 S. Gumus (EQ) 53:08 S. Gumus (EQ) 56:17 | (1:1, 3:2, 3:0) | 14:04 (EQ) G. Gonzalez 30:30 (EQ) G. Gonzalez 39:19 (PP) G. Gonzalez | Widzów: 850 Sędzia główny: Vedran Krcelic Christoph Sternat Sędziowie liniowi: Urko Arbina Astulez Carlos Trobajo |
| Godzina: 20:00 | 76 min. kar |                 | 51 min. kar                                                          | Widzów: 850 Sędzia główny: Vedran Krcelic Christoph Sternat Sędziowie liniowi: Urko Arbina Astulez Carlos Trobajo |

### Grupa C
Tabela

| Lp. | Zespół             | M | Pkt | Z | WpD | PpD | P | G+ | G- | +/− |
| --- | ------------------ | - | --- | - | --- | --- | - | -- | -- | --- |
| 1   | GKS Tychy          | 3 | 7   | 2 | 0   | 1   | 0 | 18 | 4  | +14 |
| 2   | DVTK Jegesmedvék   | 3 | 6   | 2 | 0   | 0   | 1 | 11 | 7  | +4  |
| 3   | HK Acroni Jesenice | 3 | 4   | 0 | 2   | 0   | 1 | 6  | 7  | -1  |
| 4   | CSM Dunărea Galați | 3 | 1   | 0 | 0   | 1   | 2 | 3  | 20 | -17 |

Wyniki
| 21 października 2016 | DVTK Jegesmedvék | 4:1 | HK Acroni Jesenice | Stadion Zimowy, Tychy |

| Szczegóły      | Szczegóły   | Szczegóły       | Szczegóły   | Szczegóły |
| -------------- | ----------- | --------------- | ----------- | --------- |
| Godzina: 15:30 |             | (0:1, 2:0, 2:0) |             |           |
| Godzina: 15:30 | 14 min. kar |                 | 33 min. kar |           |

| 21 października 2016 | CSM Dunărea Galați | 0:12 | GKS Tychy | Stadion Zimowy, Tychy |

| Szczegóły      | Szczegóły   | Szczegóły       | Szczegóły  | Szczegóły |
| -------------- | ----------- | --------------- | ---------- | --------- |
| Godzina: 19:00 |             | (0:3, 0:2, 0:7) |            |           |
| Godzina: 19:00 | 14 min. kar |                 | 2 min. kar |           |

| 22 października 2016 | DVTK Jegesmedvék | 5:1 | CSM Dunărea Galați | Stadion Zimowy, Tychy |

| Szczegóły      | Szczegóły   | Szczegóły       | Szczegóły   | Szczegóły |
| -------------- | ----------- | --------------- | ----------- | --------- |
| Godzina: 14:30 |             | (1:0, 1:0, 3:1) |             |           |
| Godzina: 14:30 | 12 min. kar |                 | 16 min. kar |           |

| 22 października 2016 | GKS Tychy | 1:2 pd. | HK Acroni Jesenice | Stadion Zimowy, Tychy |

| Szczegóły      | Szczegóły   | Szczegóły            | Szczegóły  | Szczegóły |
| -------------- | ----------- | -------------------- | ---------- | --------- |
| Godzina: 18:00 |             | (0:0, 1:0, 0:1, 0:1) |            |           |
| Godzina: 18:00 | 18 min. kar |                      | 6 min. kar |           |

| 23 października 2016 | HK Acroni Jesenice | 3:2 pk. | CSM Dunărea Galați | Stadion Zimowy, Tychy |

| Szczegóły      | Szczegóły  | Szczegóły                 | Szczegóły  | Szczegóły |
| -------------- | ---------- | ------------------------- | ---------- | --------- |
| Godzina: 14:30 |            | (1:1, 1:1, 0:0, 0:0, 1:0) |            |           |
| Godzina: 14:30 | 2 min. kar |                           | 6 min. kar |           |

| 23 października 2016 | GKS Tychy | 5:2 | DVTK Jegesmedvék | Stadion Zimowy, Tychy |

| Szczegóły      | Szczegóły   | Szczegóły       | Szczegóły   | Szczegóły |
| -------------- | ----------- | --------------- | ----------- | --------- |
| Godzina: 18:00 |             | (2:1, 0:1, 3:0) |             |           |
| Godzina: 18:00 | 12 min. kar |                 | 37 min. kar |           |

## III runda

### Grupa D
Tabela

| Lp. | Zespół              | M | Pkt | Z | WpD | PpD | P | G+ | G- | +/− |
| --- | ------------------- | - | --- | - | --- | --- | - | -- | -- | --- |
| 1   | Nottingham Panthers | 3 | 6   | 2 | 0   | 0   | 1 | 10 | 10 | 0   |
| 2   | Odense Bulldogs     | 3 | 6   | 2 | 0   | 0   | 1 | 9  | 8  | +1  |
| 3   | Ducs d’Angers       | 3 | 3   | 1 | 0   | 0   | 2 | 8  | 9  | -1  |
| 4   | Donbas Donieck      | 3 | 3   | 1 | 0   | 0   | 2 | 6  | 6  | 0   |

Wyniki
| 18 listopada 2016 | Donbas Donieck | 2:3 | Ducs d’Angers | Odense Isstadion, Odense |

| Szczegóły      | Szczegóły | Szczegóły       | Szczegóły | Szczegóły   |
| -------------- | --------- | --------------- | --------- | ----------- |
| Godzina: 16:00 |           | (1:0, 1:2, 0:1) |           | Widzów: 426 |

| 18 listopada 2016 | Odense Bulldogs | 4:5 | Nottingham Panthers | Odense Isstadion, Odense |

| Szczegóły      | Szczegóły | Szczegóły       | Szczegóły | Szczegóły   |
| -------------- | --------- | --------------- | --------- | ----------- |
| Godzina: 20:00 |           | (1:2, 1:2, 2:1) |           | Widzów: 684 |

| 19 listopada 2016 | Ducs d’Angers | 3:4 | Nottingham Panthers | Odense Isstadion, Odense |

| Szczegóły      | Szczegóły | Szczegóły       | Szczegóły | Szczegóły   |
| -------------- | --------- | --------------- | --------- | ----------- |
| Godzina: 15:00 |           | (2:1, 0:2, 1:1) |           | Widzów: 437 |

| 19 listopada 2016 | Odense Bulldogs | 2:1 | Donbas Donieck | Odense Isstadion, Odense |

| Szczegóły      | Szczegóły | Szczegóły       | Szczegóły | Szczegóły   |
| -------------- | --------- | --------------- | --------- | ----------- |
| Godzina: 19:00 |           | (1:1, 0:0, 1:0) |           | Widzów: 592 |

| 20 listopada 2016 | Nottingham Panthers | 1:3 | Donbas Donieck | Odense Isstadion, Odense |

| Szczegóły      | Szczegóły | Szczegóły       | Szczegóły | Szczegóły   |
| -------------- | --------- | --------------- | --------- | ----------- |
| Godzina: 12:00 |           | (0:0, 0:1, 1:2) |           | Widzów: 273 |

| 20 listopada 2016 | Ducs d’Angers | 2:3 | Odense Bulldogs | Odense Isstadion, Odense |

| Szczegóły      | Szczegóły | Szczegóły       | Szczegóły | Szczegóły   |
| -------------- | --------- | --------------- | --------- | ----------- |
| Godzina: 16:00 |           | (0:1, 2:1, 0:1) |           | Widzów: 615 |

### Grupa E
Tabela

| Lp. | Zespół                 | M | Pkt | Z | WpD | PpD | P | G+ | G- | +/− |
| --- | ---------------------- | - | --- | - | --- | --- | - | -- | -- | --- |
| 1   | Ritten Sport           | 3 | 9   | 3 | 0   | 0   | 0 | 10 | 6  | +4  |
| 2   | Bejbarys Atyrau        | 3 | 6   | 2 | 0   | 0   | 1 | 10 | 6  | +4  |
| 3   | HK Szachcior Soligorsk | 3 | 3   | 1 | 0   | 0   | 2 | 4  | 7  | -3  |
| 4   | GKS Tychy              | 3 | 0   | 0 | 0   | 0   | 3 | 5  | 10 | -5  |

Wyniki
| 18 listopada 2016 | Bejbarys Atyrau | 4:1 | HK Szachcior Soligorsk |  |

| Szczegóły      | Szczegóły | Szczegóły       | Szczegóły | Szczegóły |
| -------------- | --------- | --------------- | --------- | --------- |
| Godzina: 16:00 |           | (1–1, 1–0, 2–0) |           |           |

| 18 listopada 2016 | Ritten Sport | 4:3 | GKS Tychy |  |

| Szczegóły      | Szczegóły | Szczegóły       | Szczegóły | Szczegóły |
| -------------- | --------- | --------------- | --------- | --------- |
| Godzina: 20:00 |           | (0–0, 1–0, 3–3) |           |           |

| 19 listopada 2016 | HK Szachcior Soligorsk | 2:0 | GKS Tychy |  |

| Szczegóły      | Szczegóły | Szczegóły       | Szczegóły | Szczegóły |
| -------------- | --------- | --------------- | --------- | --------- |
| Godzina: 15:00 |           | (0–0, 1–0, 1–0) |           |           |

| 19 listopada 2016 | Ritten Sport | 3:2 | Bejbarys Atyrau |  |

| Szczegóły | Szczegóły | Szczegóły       | Szczegóły | Szczegóły |
| --------- | --------- | --------------- | --------- | --------- |
|           |           | (0–0, 1–1, 2–1) |           |           |

| 20 listopada 2016 | GKS Tychy | 2:4 | Bejbarys Atyrau |  |

| Szczegóły | Szczegóły | Szczegóły       | Szczegóły | Szczegóły |
| --------- | --------- | --------------- | --------- | --------- |
|           |           | (0–1, 1–1, 1–2) |           |           |

| 20 listopada 2016 | HK Szachcior Soligorsk | 1:3 | Ritten Sport |  |

| Szczegóły | Szczegóły | Szczegóły       | Szczegóły | Szczegóły |
| --------- | --------- | --------------- | --------- | --------- |
|           |           | (0–1, 1–1, 0–1) |           |           |

## Superfinał
Tabela

| Lp. | Zespół              | M | Pkt | Z | WpD | PpD | P | G+ | G- | +/− |
| --- | ------------------- | - | --- | - | --- | --- | - | -- | -- | --- |
| 1   | Nottingham Panthers | 3 | 8   | 2 | 1   | 0   | 0 | 9  | 3  | +6  |
| 2   | Bejbarys Atyrau     | 3 | 4   | 0 | 1   | 2   | 0 | 7  | 8  | -1  |
| 3   | Odense Bulldogs     | 3 | 4   | 1 | 0   | 1   | 1 | 6  | 6  | 0   |
| 4   | Ritten Sport        | 3 | 2   | 0 | 1   | 0   | 2 | 5  | 10 | -5  |

Wyniki
| 13 stycznia 2017 | Nottingham Panthers | 2:0 | Odense Bulldogs |  |

| Szczegóły | Szczegóły | Szczegóły       | Szczegóły | Szczegóły |
| --------- | --------- | --------------- | --------- | --------- |
|           |           | (0–0, 1–0, 1–0) |           |           |

| 13 stycznia 2017 | Bejbarys Atyrau | 2:3 pk. | Ritten Sport |  |

| Szczegóły | Szczegóły | Szczegóły                 | Szczegóły | Szczegóły |
| --------- | --------- | ------------------------- | --------- | --------- |
|           |           | (1–2, 0–0, 1–0, 0–0, 0–1) |           |           |

| 14 stycznia 2017 | Nottingham Panthers | 3:2 pk. | Bejbarys Atyrau |  |

| Szczegóły | Szczegóły | Szczegóły                 | Szczegóły | Szczegóły |
| --------- | --------- | ------------------------- | --------- | --------- |
|           |           | (1–1, 0–0, 1–1, 0–0, 1–0) |           |           |

| 14 stycznia 2017 | Ritten Sport | 1:4 | Odense Bulldogs |  |

| Szczegóły | Szczegóły | Szczegóły       | Szczegóły | Szczegóły |
| --------- | --------- | --------------- | --------- | --------- |
|           |           | (0–1, 0–1, 1–2) |           |           |

| 15 stycznia 2017 | Odense Bulldogs | 2:3 pd. | Bejbarys Atyrau |  |

| Szczegóły | Szczegóły | Szczegóły            | Szczegóły | Szczegóły |
| --------- | --------- | -------------------- | --------- | --------- |
|           |           | (1–0, 1–1, 0–1, 0–1) |           |           |

| 15 stycznia 2017 | Ritten Sport | 1:4 | Nottingham Panthers |  |

| Szczegóły | Szczegóły | Szczegóły       | Szczegóły | Szczegóły |
| --------- | --------- | --------------- | --------- | --------- |
|           |           | (0–1, 1–2, 0–1) |           |           |

### Indywidualne
- Klasyfikacja strzelców:  Brad Moran (Nottingham Panthers),  Albiert Wiszniakow (Bejbarys Atyrau) – 2 gole
- Klasyfikacja asystentów:  Tony Romano  Jason Williams (Nottingham Panthers) – 3 asysty
- Klasyfikacja kanadyjska:  Brad Moran  Jason Williams (Nottingham Panthers),  Albiert Wiszniakow (Bejbarys Atyrau) – 4 punkty
- Klasyfikacja skuteczności interwencji bramkarzy:   Miika Wiikman (Nottingham Panthers) – 96.97%
- Klasyfikacja średniej goli straconych na mecz bramkarzy:   Miika Wiikman (Nottingham Panthers) – 0,97

Nagrody
W turnieju finałowym przyznano nagrody indywidualne:
- Najlepszy bramkarz turnieju:  Miika Wiikman (Nottingham Panthers)
- Najlepszy obrońca turnieju:  Dmitrij Stiepanow (Bejbarys Atyrau)
- Najlepszy napastnik turnieju:  Albiert Wiszniakow (Bejbarys Atyrau)